# Hidulfus van Henegouwen
De heilige Hidulphus (? - 23 juni 707, abdij Lobbes) was een belangrijk krijgsheer (hertog?) die leefde ten tijde van een hofmeier Pepijn (Pepijn van Herstal?). Hij was gehuwd met de heilige Agia. 
Samen met de heiligen Landelinus en Ursmarus staat hij bekend als mede-stichter van de Abdij van Lobbes. Op het einde van zijn leven trad hij er in als monnik. 
Hidulphus werd begraven in de abdijkerk van Lobbes. In de 15e eeuw werd zijn reliek overgebracht naar de Sint-Ursmaruskerk van Binche. Hij wordt herdacht op 23 juni.
Aan zijn bestaan kan getwijfeld worden, gezien Hidulphus als hertog en stichter van Lobbes pas voor het eerst uitvoerig gebiografeerd wordt in een stichtingskroniek van de abdij van Lobbes uit de 12e eeuw. Blijkbaar is dit een fantasierijke uitwerking geweest van een summiere vermelding over een zekere krijgsheer Hyldulphus, die in 689 Ursmarus voordroeg om abt te worden van de abdij van Lobbes. Dit feit is evenwel ook bekend via een 10e-eeuwse bron, namelijk de Gesta abbatum Lobiensum (Daden van de abten van Lobbes) van Folcuin van Lobbes.